# Emerentia von Kaltental
Emerentia von Kaltental (auch Emerentiana oder Emmerentiania von Kaltenthal; * vor 1503; † zwischen 1566 und 1580) war eine Dominikanerin aus der Familie der Burggrafen von Kaltental. Sie war die letzte Priorin des Klosters Mariental in Steinheim an der Murr. Zusammen mit mehreren anderen Nonnen und Laienschwestern widersetzte sie sich den Versuchen des württembergischen Herzogs Christoph das Kloster zu reformieren beziehungsweise aufzulösen.

## Leben
Emerentia war das jüngste Kind des Aldinger Ortsherren Johann (VI.) von Kaltental. Ihre ebenfalls Emerentia oder Emerentiana genannte Mutter stammte aus der Bocksberger Linie der Familie Rieter. Das Todesdatum der Mutter wird auf ihrer Grabplatte in der Oßweiler Januariuskirche als 27. Mai 1503 genannt, so dass Emerentia von Kaltental vorher geboren sein muss.
Ab etwa 1550 war Emerentia Priorin im Steinheimer Kloster Mariental in dem Herzog Christoph von Württemberg ab 1552 versuchte, wie auch in anderen württembergischen Klöstern, die Reformation einzuführen. Nahezu alle Frauenklöster versuchten sich dem zu widersetzen. Das sich ursprünglich unter dem Schirm der Grafen von Hohenlohe befindliche Kloster Mariental musste nach militärischer Besetzung im Jahr 1553 die Obrigkeit des württembergischen Herzogs anerkennen. In den folgenden Jahren übte Württemberg weiter Druck auf das Kloster aus aber noch im Herbst 1559 befand sich die weiter dem alten Glauben folgende Emerentia zusammen mit 23 weiteren Nonnen und sieben Laienschwestern vor Ort. Diese Nonnen um die Priorin Emerentia wurden in einem Bericht der Württembergischen Regierung als halsstarrig bezeichnet und sie würden weiterhin babische Klaidung (papistische Kleidung) tragen. Auch 1565 tritt Emerentia noch als Priorin von Mariental in Erscheinung. Die Ereignisse zwischen 1553 und 1566 wurden von einer unbekannten Nonne in ihrem Tagebuch festgehalten. Mutmaßlich könnte es sich dabei um Emerentia selbst gehandelt haben. 1580 nach dem Tod der letzten Steinheimer Nonne Walpurgis wurde das Kloster durch Württemberg aufgelöst, so dass Emerentias Todesdatum zwischen 1566 und 1580 liegt.
Emerentias als streitlustig geltender Neffe Philipp Wolf von Kaltental folgte mutmaßlich dem Beispiel seiner Tante, als er sich als Ortsherr in den 1560er Jahren ebenfalls dem württembergischen Druck zur Reformation in Emerentias Heimatort Aldingen widersetzte. Da sich Phillip Wolf die Ortsherrschaft mit mehreren Vettern teilte, musste ein Kompromiss gesucht werden, woraus die 1578 entstandene Aldinger Dorfordnung resultierte, die den Bewohnern des Orts Wahlfreiheit bei der Konfession ließ, bereits seit 1568 fanden in der Aldinger Margaretenkirche paritätisch sowohl römisch-katholische Messen wie auch evangelische Gottesdienste statt.